# Bahnstrecke Salzwedel–Geestgottberg
| |                         |                                    |                                    |
| Streckennummer: | 6901                    |                                    |                                    |
| Kursbuchstrecke (DB): | 303 (2004)              |                                    |                                    |
| Kursbuchstrecke: | 187a (1934) 100e (1939) |                                    |                                    |
| Streckenlänge: | 42,7 km                 |                                    |                                    |
| Spurweite: | 1435 mm (Normalspur)    |                                    |                                    |
| Streckenklasse: | CM3                     |                                    |                                    |
| Streckengeschwindigkeit: | 50 km/h                 |                                    |                                    |
| |                         |                                    |                                    |
| \| \| \| von Oebisfelde und von Uelzen \| \| \| \| 0,0 \| Salzwedel \| Salzwedel \| \| \| \| Salzwedel Gbf \| \| \| \| \| nach Lüchow \| \| \| \| \| nach Stendal \| \| \| \| 3,0 \| Infrastrukturgrenze DB/DRE \| Infrastrukturgrenze DB/DRE \| \| \| 4,0 \| Ritze \| Ritze \| \| \| 7,7 \| Riebau \| Riebau \| \| \| 12,5 \| Mechau \| Mechau \| \| \| 15,9 \| Binde-Kaulitz \| Binde-Kaulitz \| \| \| 18,8 \| Kläden (b Arendsee/Altm) \| Kläden (b Arendsee/Altm) \| \| \| 22,6 \| Arendsee (Altm) (zuvor Personenbf) \| Arendsee (Altm) (zuvor Personenbf) \| \| \| \| nach Stendal \| \| \| \| 25,4 \| Genzien \| Genzien \| \| \| 29,8 \| Harpe \| Harpe \| \| \| 33,0 \| Groß Garz \| Groß Garz \| \| \| 37,4 \| Krüden \| Krüden \| \| \| \| Aland \| \| \| \| 40,550 \| Infrastrukturgrenze DRE/DB Netz \| Infrastrukturgrenze DRE/DB Netz \| \| \| \| von Stendal \| \| \| \| 42,7 \| Geestgottberg \| Geestgottberg \| \| \| \| nach Wittenberge \| \| \| \| \| \| \| \| Quellen: [1] \| \| \| \| |                         |                                    |                                    |
| Abzweig geradeaus und von rechts |                         | von Oebisfelde und von Uelzen      | von Oebisfelde und von Uelzen      |
| Bahnhof | 0,0                     | Salzwedel                          | Salzwedel                          |
| Dienststation / Betriebs- oder Güterbahnhof |                         | Salzwedel Gbf                      | Salzwedel Gbf                      |
| Abzweig geradeaus und ehemals nach rechts |                         | nach Lüchow                        | nach Lüchow                        |
| Abzweig geradeaus und nach rechts |                         | nach Stendal                       | nach Stendal                       |
| Wechsel des Eisenbahninfrastrukturunternehmens | 3,0                     | Infrastrukturgrenze DB/DRE         | Infrastrukturgrenze DB/DRE         |
| ehemaliger Haltepunkt / Haltestelle | 4,0                     | Ritze                              | Ritze                              |
| ehemaliger Haltepunkt / Haltestelle | 7,7                     | Riebau                             | Riebau                             |
| ehemaliger Haltepunkt / Haltestelle | 12,5                    | Mechau                             | Mechau                             |
| ehemaliger Haltepunkt / Haltestelle | 15,9                    | Binde-Kaulitz                      | Binde-Kaulitz                      |
| ehemaliger Haltepunkt / Haltestelle | 18,8                    | Kläden (b Arendsee/Altm)           | Kläden (b Arendsee/Altm)           |
| Dienststation / Betriebs- oder Güterbahnhof | 22,6                    | Arendsee (Altm) (zuvor Personenbf) | Arendsee (Altm) (zuvor Personenbf) |
| Abzweig geradeaus und ehemals nach rechts |                         | nach Stendal                       | nach Stendal                       |
| ehemaliger Haltepunkt / Haltestelle | 25,4                    | Genzien                            | Genzien                            |
| ehemaliger Haltepunkt / Haltestelle | 29,8                    | Harpe                              | Harpe                              |
| ehemaliger Haltepunkt / Haltestelle | 33,0                    | Groß Garz                          | Groß Garz                          |
| ehemaliger Haltepunkt / Haltestelle | 37,4                    | Krüden                             | Krüden                             |
| Brücke über Wasserlauf |                         | Aland                              | Aland                              |
| Wechsel des Eisenbahninfrastrukturunternehmens | 40,550                  | Infrastrukturgrenze DRE/DB Netz    | Infrastrukturgrenze DRE/DB Netz    |
| Abzweig geradeaus und von rechts |                         | von Stendal                        | von Stendal                        |
| Haltepunkt / Haltestelle | 42,7                    | Geestgottberg                      | Geestgottberg                      |
| Strecke |                         | nach Wittenberge                   | nach Wittenberge                   |
| |                         |                                    |                                    |
| Quellen: |                         |                                    |                                    |

Die Bahnstrecke Salzwedel–Geestgottberg verbindet die Hansestadt Salzwedel im Nordwesten der Altmark entlang der Nordgrenze der Altmark mit dem Ort Geestgottberg in der Nähe der brandenburgischen Stadt Wittenberge. Die Strecke liegt vollständig in Sachsen-Anhalt. Sie ist eingleisig und nicht elektrifiziert. Seit 2004 wird sie nicht mehr planmäßig befahren.

## Streckenbeschreibung
Die Strecke zweigt östlich von Salzwedel von der Hauptbahn Stendal–Uelzen ab. Von dort verläuft sie in östlicher, teilweise auch in nordöstlicher Richtung bis Geestgottberg. Der Luftkurort Arendsee am gleichnamigen See ist der wichtigste Unterwegsbahnhof. Alle weiteren Stationen tragen die Namen von kleinen Ortschaften, die bis zu einem Kilometer weit von ihnen entfernt liegen. In Geestgottberg mündet die Strecke in die Bahnstrecke Magdeburg–Wittenberge.
Die Landschaft entlang der Strecke ist flach oder leicht gewellt. Sie ist landwirtschaftlich geprägt und führt durch einige ausgedehnte Forsten. Im östlichen Abschnitt der Strecke verläuft sie im flachen, wasserreichen Elbe-Urstromtal.

## Geschichte

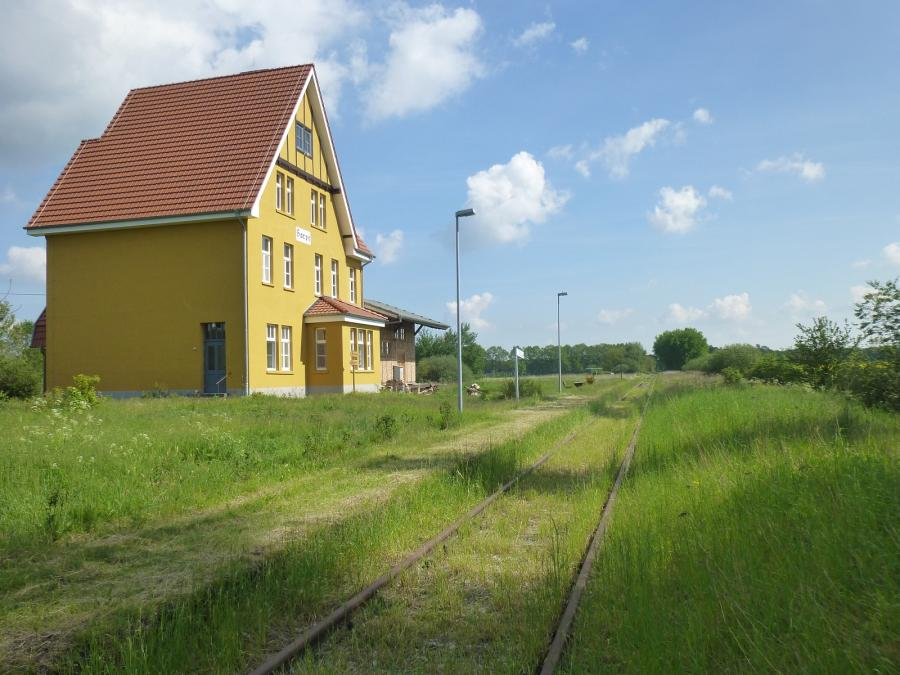
Haltepunkt Harpe (2017)

Der Bau der Bahnstrecke Salzwedel–Geestgottberg wurde bereits vor dem Ersten Weltkrieg durch Gesetz festgelegt, konnte aber erst nach Kriegsende von der Deutschen Reichsbahn vollendet werden. Am 4. Mai 1922 wurde der Abschnitt Salzwedel–Arendsee eröffnet, dort bestand Anschluss an die bereits 1908 eröffnete Kleinbahnstrecke Stendal–Arendsee. Das östliche Teilstück nach Geestgottberg folgte am 15. Dezember desselben Jahres. Die Personenzüge fuhren in der Relation Salzwedel–Wittenberge und hielten an allen Stationen. Alle Halte wurden als Bahnhöfe errichtet und wiesen Anlagen zum Versand und Empfang landwirtschaftlicher Güter auf. Auffällig sind die einheitlichen, zweistöckigen und spitzgiebeligen Empfangsgebäude aller Unterwegsbahnhöfe.
1975 wurde die Strecke im Personenverkehr täglich von fünf Zugpaaren bedient, wobei es in einer Richtung sechs Fahrten gab. Seit der Umstellung auf Taktverkehr fuhren die Personenzüge im Zweistundentakt, so dass 1999 täglich acht Zugpaare auf der Strecke waren. Zugkreuzungen fanden ausschließlich in Arendsee statt. Die Züge wurden mit der Baureihe 202 und bis zum 28. September 2003 mit Schienenbussen der Baureihe 772 gefahren. Sie brauchten etwa 75 Minuten für die Fahrt von und nach Wittenberge. Die Verbindung von Salzwedel nach Wittenberge war die letzte in Deutschland, auf der die Schienenbusse dieser Baureihe planmäßig eingesetzt wurden.
Der Güterverkehr wurde am 1. Januar 1995 eingestellt. Eine gewisse Bedeutung im Güterverkehr besaß die Strecke in den 1960er und 1970er Jahren, als zur Entlastung der großen Nord-Süd-Strecken Züge mit entladenen Kali-Wagen von den Seehäfen über die Strecke Geestgottberg–Salzwedel geführt wurden.
In der Diskussion um den Transport von Atommüll in das  Brennelemente-Zwischenlager Gorleben wurde ein Transport auf der Schiene nach Arendsee und von dort über bestehende Straßen nach Gorleben diskutiert. Hauptgrund war die Sanierungsbedürftigkeit einer Brücke der Bahnstrecke Lüneburg–Dannenberg Ost und die einfachere polizeiliche Überwachung der Strecke bei Atommülltransporten. Die Pläne wurden jedoch nicht verwirklicht.
Im Fahrplanjahr 2001/02 verkehrten täglich 8 Zugpaare im Zwei-Stunden-Takt auf der Strecke. Werktags fuhr morgens ein zusätzlicher Zug von Arendsee nach Salzwedel für den Berufs- und Schülerverkehr. Alle Zugpaare waren bis Wittenberge durchgebunden. Gekreuzt wurde in Arendsee.
Im September 2002 bestellte das Land Sachsen-Anhalt die Personenzugleistungen zwischen Salzwedel und Wittenberge aufgrund geringer Fahrgastzahlen ab: im Durchschnitt benutzten nicht mehr als 70 Reisende pro Tag die Bahnstrecke.  Nach Protesten vor allem der Gemeinde Arendsee wurde in den zwei Folgejahren der Verkehr an Wochenenden aufrechterhalten. Zwischenzeitlich wurde ein System entwickelt, bei dem anhand von Voranmeldungen kurzfristig entschieden werden sollte, ob ein Zug oder ein Bus verkehren sollte.
Nachdem sich dieser Vorschlag als unpraktikabel herausgestellt hatte, wurden zum 11. Dezember 2004 auch die verbliebenen Zugleistungen abbestellt. Kurz zuvor wurden die Schienenbusse durch Dieseltriebwagen der Baureihe 642 abgelöst.
Seitdem verkehrt der Landesbus 200, betrieben durch die Personenverkehrsgesellschaft Altmarkkreis Salzwedel mbH  (PVGS), der im Zweistundentakt die meisten Ortschaften entlang der Strecke direkt anfährt.

## Deutsche Regionaleisenbahn
Im September 2004 pachtete die Deutsche Regionaleisenbahn (DRE) die Strecke zusammen mit deren südwestlicher Fortsetzung Salzwedel–Oebisfelde. Es war geplant, während des Fahrplanjahres 2007/08 den Schienenpersonenverkehr zwischen Klötze an der Bahnstrecke Salzwedel–Oebisfelde und Wittenberge „auf Teilabschnitten“ wieder aufzunehmen. Das Kursbuch vermerkte diese Pläne unter der Kursbuchnummer 303. Dafür hatte die Strecke Salzwedel–Geestgottberg den Namen „Altmarkbahn“ erhalten.
Die DRE und der Altmarkkreis Salzwedel erarbeiteten im Oktober 2011 ein Konzept, das vorsah, die Strecke nach dem Schmiedeberger Modell mit Dieseltriebwagen zunächst zwischen Salzwedel und Arendsee zu bedienen. Dabei sollte die DRE die Infrastruktur bereitstellen und der Landkreis den Betrieb durchführen, wobei zur Finanzierung die bisher für den Busersatzverkehr vom Aufgabenträger NASA bereitgestellten Regionalisierungsmittel wieder für die Schiene verwendet werden sollten. Außerdem wurde zur Erreichung einer tragfähigen Fahrgastanzahl die Verlagerung des Schülerverkehrs auf die Schiene als notwendig angesehen. Es war geplant, ab Sommer 2012 mit dem Aus- bzw. Neubau der Haltestellen und der Ertüchtigung der Strecke für 60 km/h zu beginnen. Später sollte auch die Reaktivierung des Streckenabschnitts Arendsee–Geestgottberg angestrebt werden. Anfang Mai 2012 lehnte der Kreistag des Altmarkkreises auf Empfehlung seines Wirtschaftsausschusses fast einstimmig das Konzept aus finanziellen und schulpolitischen Gründen ab. Das kreiseigene Omnibusunternehmen PVGS hatte einen Mehrbedarf des Bahnverkehrs von mindestens 1,1 Millionen Euro errechnet.
Im Mai 2014 wurde der Streckenabschnitt zwischen Ritze und Arendsee zu Forschungszwecken von dem Deutschen Zentrum für Luft- und Raumfahrt mit dem Zweiwegemessfahrzeug „RailDrive“ befahren. Ziele sind die Untersuchung der Sensorik und die Erprobung neuer Technologien wie die autarke Ortung von Schienenfahrzeugen.
Die DRE verfügt über eine Betriebsgenehmigung für die gesamte Strecke, die bis 2024 gilt. Den Betrieb aufgenommen hat sie nur auf dem Abschnitt Salzwedel–Arendsee, der Rest der Strecke wird nicht bewirtschaftet. Im Juli 2023 schrieb sie den Abschnitt Arendsee–Geestgottberg nach § 11 des Allgemeinen Eisenbahngesetzes zur Übernahme durch andere Eisenbahninfrastrukturunternehmen aus.
In der Sitzung der Regionalversammlung Altmark am 12. Juni 2019 wurde beschlossen, dass die Schienenverbindung von Oebisfelde über Salzwedel nach Geestgottberg als regionales Entwicklungsziel erhalten bleiben soll. Im ursprünglichen Entwurf sollte sie entfallen. Trotzdem gibt es von Seiten der Kommunen Bestrebungen die Strecke zu entwidmen, da dadurch Kosten beim Straßenbau vermieden werden können (vor allem durch Verzicht auf eine Brücke über die A 14).